# Klučov (okres Kolín)
Klučov je obec v okrese Kolín ve Středočeském kraji. Leží asi čtyři kilometry severovýchodně od Českého Brodu na říčce Šembeře. V obci žije přibližně 1 100 obyvatel a katastrální území má rozlohu 1444 hektarů. Klučov leží v katastrálním území Klučov u Českého Brodu o rozloze 5,19 km².

## Historie
Na návrší Starý Klučov (též Na Ptáčku) severně od vesnice proveden J. Kudrnáčem v letech 1949–1958 rozsáhlý archeologický výzkum, který přinesl četné doklady pravěkého a staroslovanského osídlení. V osmém a devátém století se zde nacházelo jedno z nejstarších raně středověkých hradišť v Čechách.
První písemná zmínka o vesnici pochází z roku 1250. Václav z Klučova padl roku 1420 v bitvě pod Vyšehradem. Součástí klučovského panství byl zámek, vodní mlýn a hospodářský dvůr. Za Slavatů byl Klučov připojen k panství Kostelec nad Černými lesy.
V roce 1890 zde bylo 49 domů a 480 obyvatel. Hospodářský dvůr Klučov byl během pozemkové reformy odprodán městu Český Brod jako zbytkový statek a město ho až do roku 1939 propachtovalo A. Klingerovi, který měl v pachtu i zbytkový statek Kounice.
V obci Klučov (634 obyvatel) byly v roce 1932 evidovány tyto živnosti a obchody: 2 hostince, kolář, kovář, krejčí, obchod s mlékem, mlýn, obuvník, pekař, 8 rolníků, 2 řezníci, 3 obchody smíšeným zbožím, 2 trafiky, 2 truhláři, velkostatek.
Ve vsi Lstiboř (364 obyvatel, poštovna, katol. kostel, samostatná obec se později stala součástí Klučova) byly v roce 1932 evidovány tyto živnosti a obchody: 2 hostince, kovář, půjčovna mlátiček, 6 rolníků, řezník, 2 obchody smíšeným zbožím, trafika, zahradnictví.

## Obyvatelstvo
| Rok            | 1869  | 1880  | 1890  | 1900  | 1910  | 1921  | 1930  | 1950  | 1961  | 1970  | 1980  | 1991 | 2001 | 2011 | 2021  |
| -------------- | ----- | ----- | ----- | ----- | ----- | ----- | ----- | ----- | ----- | ----- | ----- | ---- | ---- | ---- | ----- |
| Počet obyvatel | 1 166 | 1 206 | 1 294 | 1 242 | 1 248 | 1 258 | 1 456 | 1 217 | 1 166 | 1 132 | 1 007 | 832  | 808  | 878  | 1 077 |
| Počet domů     | 114   | 141   | 147   | 158   | 178   | 183   | 295   | 341   | 319   | 317   | 285   | 323  | 328  | 352  | 408   |

## Obecní správa

### Územněsprávní začlenění
Dějiny územněsprávního začleňování zahrnují období od roku 1850 do současnosti. V chronologickém přehledu je uvedena územně administrativní příslušnost obce v roce, kdy ke změně došlo:
- 1850 země česká, kraj Pardubice, politický okres Černý Kostelec, soudní okres Český Brod[12]
- 1855 země česká, kraj Praha, soudní okres Český Brod
- 1868 země česká, politický i soudní okres Český Brod
- 1939 země česká, Oberlandrat Kolín, politický i soudní okres Český Brod[13]
- 1942 země česká, Oberlandrat Praha, politický i soudní okres Český Brod[14]
- 1945 země česká, správní i soudní okres Český Brod[15]
- 1949 Pražský kraj, okres Český Brod[16]
- 1960 Středočeský kraj, okres Kolín
- 2003 Středočeský kraj, obec s rozšířenou působností Český Brod

### Části obce
- Klučov
- Lstiboř
- Skramníky
- Žhery

## Doprava
Obcí prochází silnice II/330 Nymburk – Sadská – Český Brod. Klučovem vede železniční trať Praha – Česká Třebová. Je to v přilehlém úseku trojkolejná elektrifikovaná celostátní trať zařazená do evropského železničního systému, součást prvního koridoru. Provoz na trati byl zahájen roku 1845. V Klučově je zřízena stejnojmenná zastávka.
V roce 2011 obcí vedly autobusové linky Pečky – Klučov-Skramníky – Český Brod – Tuklaty-Tlustovousy, Hradešín – Český Brod – Chrášťany – Klučov-Skramníky, Pečky – Klučov-Skramníky – Český Brod – Tuklaty-Tlustovousy.

## Pamětihodnosti
- Hradiště Klučov – pravěké a raně středověké hradiště
- Tvrziště Na Valech – pozůstatky klučovského zámku